# Abadia de Corvey
A Abadia Imperial de Corvey (em alemão Fürstabtei Corvey) foi uma abadia beneditina fundada na época carolíngia. Localiza-se a 2 km de Höxter, atualmente parte do estado de Renânia do Norte-Vestfália, na Alemanha.

## História
A abadia foi fundada em 815 por dois primos do Imperador franco Carlos Magno, Wala e Adelardo, com monges da Abadia de Corbie (Picardia). Adelardo era abade de Corbei, de onde originou-se o nome da nova fundação (em latim Corbeia nova). À época era rei dos francos o filho de Carlos Magno, Luís o Piedoso. Esta foi a primeira abadia fundada nas terras dos saxões, um povo pagão que havia sido conquistado e cristianizado na época de Carlos Magno, entre 772 e 803.
Inicialmente a abadia foi instalada em Hethis, um lugar de localização incerta, e em 822 foi transferida à atual localidade de Corvey, próximo a Hoxeri (Höxter). Nessa época a abadia passou a estar sob a proteção direta do rei franco, Luís o Piedoso, e foi enriquecida com relíquias e terras. Entre 873 e 885 foi construída a famosa obra ocidental (Westwerk) da igreja, a parte mais antiga da abadia que ainda segue de pé e uma das poucas obras arquitetônicas da época carolíngia que ainda existem. Em 889 a abadia recebeu um dos últimos rei francos, Arnulfo da Caríntia, e a partir do século X foi uma parada frequente dos rei do Sacro Império Romano-Germânico: há o registro de 23 estadias de reis na Abadia de Corvey até 1203, o que dá uma ideia da importância do complexo durante essa época.

## UNESCO
Westwerk Carolíngea e Civitas de Corvey foi incluída na lista de patrimônio Mundial da UNESCO por "ser a única estrutura ainda de pé que data à Era Carolíngea, enquanto o complexo da abadia imperial esteja preservado como vestígios arqueológicos e somente parcialmente escavados. Ela ilustra as mais importantes expressões arquitetônicas Carolíngeas. É uma criação genuína deste período e sua articulação e decoração arquitetônica ilustram claramente o papel desempenhado pelo Império dos Francos na segurança do controle territorial e administração, bem como na propagação do Cristianismo e de ordem cultural e política Carolíngea por toda a Europa"